# Điện ảnh Eritrea
Lịch sử điện ảnh ở Eritrea bắt nguồn từ thời thuộc địa của đất nước này dưới sự cai trị của Vương quốc Ý. Liên quan đến sự phát triển của điện ảnh Ý vào những năm 1930, sự phát triển của điện ảnh ở Asmara, Eritrea cũng tương tự.  Năm 1937, Opera Asmara được chuyển đổi thành nhà hát và rạp chiếu phim và được sử dụng cho cả hai mục đích. Đến năm sau đó, Asmara đã có tổng cộng chín rạp chiếu phim.
Bộ phim truyền giáo của Ý được giới thiệu lần đầu tiên trong một tác phẩm năm 1922 được sản xuất tại nước này bởi các tu sĩ Capuchin hợp tác với chính quyền thuộc địa ở đây. Bất chấp sự độc lập của đất nước, các buổi chiếu phim ở Eritrea hầu hết vẫn bị giới hạn trong các bộ phim được thuyết minh bằng tiếng Anh và tiếng Ý.